# コサ人
コサ人（コサじん、コサ語: Xhosa）は、アフリカの民族である。

## 歴史
コサ人は、アフリカ大湖沼の周囲から南下して移住してきたグニ人の一部と考えられる。1600年代にオランダ人の開拓団が南部アフリカに上陸したときには、フィッシュ川から現在のダーバン周辺の南東アフリカ一帯で生活していた。

## 言語
コサ語 を参照。
バントゥー語群の南東グループであるグニ語群に属する。吸着音が顕著である。南アフリカ国内ではコサ語の他、ズールー語、英語、アフリカーンスを話している。

## 主な著名人
- ネルソン・マンデラ -  南アフリカ共和国第10代大統領
- タボ・ムベキ -  南アフリカ共和国第11代大統領